# 北カフカース連邦大学
北カフカース連邦大学（きたカフカ－スれんぽうだいかく、ロシア語: Северо-Кавказский федеральный университет、略称：ロシア語: СКФУエスカーエフウー）は、ロシア連邦北カフカース連邦管区スタヴロポリ地方のスタヴロポリにある連邦大学。

## 沿革
北カフカース連邦大学は2012年に、北カフカース連邦管区スタヴロポリ地方にあるスタヴロポリ国立大学（СГУ、1930年創立、1996年大学に）、北カフカース工科大学（СКГУ）、ピャチゴルスク人文・技術大学が合併して誕生した。

## キャンパス・施設
同じスタヴロポリ地方のピャチゴルスクに分校がある。スタヴロポリ地方のネヴィンノムイスクにも支所がある。

## 学部・教育体制
2014年には、教師陣が2000名、学生数は30,000名、大学院生は1,000人を数えた。全学で11学部あり、10学部がスタヴロポリに、1学部がピャチゴルスクにある。

## 参照項目
- 連邦大学 (ロシア)